# Protoheterotrichida
Ordre
Les Protoheterotrichida sont un ordre de Ciliés de la classe des Karyorelictea.

## Description
La ciliés de la famille des Geleiidae sont mésopsammiques (c'est-à-dire vivant entre les grains de sable) assez communs, découverts par Kahl en 1933. Pendant plus de 40 ans, leur ciliature est restée inconnue. De 1975 à 1986, quelques progrès ont été réalisés dans la connaissance de la ciliature buccale de quelques espèces, puis en 1994 Jean Dragesco étudia l'infraciliature de huit espèces. Cet auteur fut ainsi amené à proposer la famille des Aveliidae, pour y englober de très grands ciliés cylindriques (vermiformes) dont l'infraciliature buccale est caractérisée par la présence invariable de deux structures parorales : une cinétie intrabuccale et une série de polycinées bordant l'ouverture buccale, avec pour genre type Avelia Nouzarède, 1977, accompagné du genre Parduczia 1999.

## Liste des familles
Selon GBIF (14 avril 2023) :
- Aveliidae Dragesco, 1999[1]
- Geleiidae Kahl, 1933

## Systématique
Le nom valide de ce taxon est Protoheterotrichida Nouzarède, 1977.